# 第三等级是什么？
《第三等级是什么？》（法語：Qu'est-ce que le Tiers-État?）是由法国神父埃马努埃尔-约瑟夫·西耶斯写于法国大革命前夕的政治小册子。此文是西耶斯应时任财政总监雅克·内克尔邀请，对法国三级会议组织方式的评论。西耶斯的这部作品在短短四周内售出30,000余册。
在文章中，西耶斯认为第三等级——法国普通民众——具备了独立组成国家的所有条件，而另外两个等级：由教士组成的第一等级和由贵族组成的第二等级，它们只是国家的负担。西耶斯表示，人民需要在三级会议中有真正的代表，需要有和其它两个等级等同的权利，他们的投票应当按照人数而非等级。这些观点对随后爆发的法国大革命有巨大影响。

## 概述
在文章中，西耶斯提出，第一等级与第二等级的存在完全是无必要的，只有第三等级才是彼时法国唯一具备合法性的等级，因为第三等级代表所有人，他们承担了大部分的税收。因此，西耶斯主张第三等级应当完全取代另外两个等级。
文章以西耶斯的三个设问开篇：
- 第三等级是什么？是一切。
- 迄今为止，第三等级在政治秩序中的地位是什么？什么也不是。
- 第三等级要求什么？要求取得某种地位。[2]

接着他概括了本文将要讨论的内容：
我们先看看这些回答是否正确，然后再来考察，为使第三等级确实取得某种地位，过去曾试用过一些什么方法，今后该采取些什么方法。因此我们将要提及：
4. 为了第三等级的利益，大臣们曾试图做些什么，特权者们自己现在就建议做些什么。
5. 本来应该做些什么。

6. 最后，第三等级为了取得其应有的地位，现在还需做些什么。
随后西耶斯写道：
因此，谁敢说第三等级不具备组成整个国家的一切必要条件？第三等级犹如一个强壮有力的人，他的一只肩膀还被绑在锁链上，如果除掉特权等级，国家不会少些什么，反而会多些什么。因此，第三等级现在是什么？是一切，是被束缚和被压迫的一切。没有特权等级，第三等级将会是什么？是一切，是自由的欣欣向荣的一切。没有第三等级，将一事无成，没有特权等级，一切将更为顺利。

## 背景
这部政治小册子写于法国大革命前夕。它先是促使了一场法律革命：1789年5月，三级会议在凡尔赛召开，并受“政治科学神谕”思想的强烈影响。
国民议会自称为国家的“代表”，因此其任务并不仅是辅助国王，更是国家主权拥有者的体现。第三等级的代表源自资产阶级或穿袍贵族，他们希望将原有的三个等级合而为一，以彻底改革君主制，于是才有上述这种赋予自身的巨大权力。国民议会成立于1789年6月17日，并于三天后举行网球场宣誓，国民议会于同年7月9日开始自称为国民制宪议会，几天后的7月13、14日，法国大革命爆发。
西耶斯的政治手册成为了这个新议会的运作基础：国民议会的使命是凭借其独有的合法权力，为国家设立制度。

### 脚注
1. ↑  Larousse. . Paris: Larousse. 1998. ISBN 2-03-209020-1. OCLC 406300211.
2. 1 2  西耶斯 1990，第19頁.
3. ↑  西耶斯 1990，第22頁.

### 书籍
1. 西耶斯, 埃马努埃尔-约瑟夫. . 由冯, 棠翻译. 商务印书馆. 1990. ISBN 9787100011082.